# Liriomyza irwini
Liriomyza irwini este o specie de muște din genul Liriomyza, familia Agromyzidae, descrisă de Mitsuhiro Sasakawa în anul 1992.
Este endemică în Venezuela. Conform Catalogue of Life specia Liriomyza irwini nu are subspecii cunoscute.